# 箕面有馬電気軌道1形電車

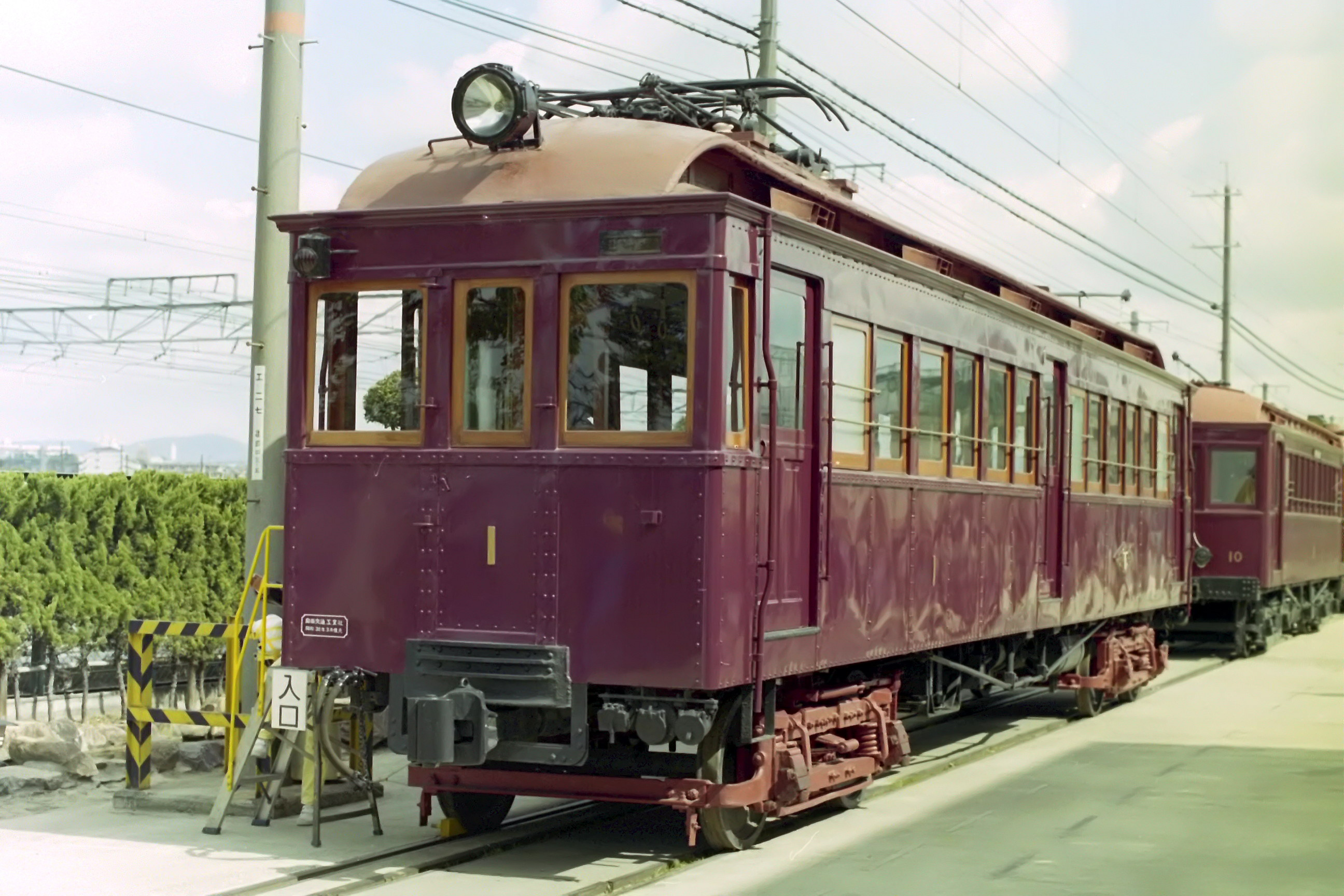
保存車 1

箕面有馬電気軌道1形電車（みのおありまでんききどう1がたでんしゃ）は、阪急電鉄の前身である箕面有馬電気軌道が開業時の1910年から翌1911年にかけて33両新造した、木造車体の電車である。
本形式は製造時期や車体構造等の違いから厳密には1形と19形の2形式に分かれるが、経歴が類似していることから、本項では一括して説明することとする。また、本形式のうち、1949年から1950年にかけて京阪電気鉄道に譲渡され、同社の10型となった車両についても併せて紹介する。

## 創業
箕面有馬電気軌道は、1906年3月に公布された鉄道国有法によって国家買収されることとなった、阪鶴鉄道の役員によって設立された会社である。1900年代の大阪周辺の電気鉄道開業ブームを受けて、先発の阪神電気鉄道と同じく軌道法による路面電車線の名目で建設された都市間電車で、アメリカのインターアーバンに近いものであった。ただ、阪神や同時期に電化工事を行って蒸気鉄道からインターアーバンへの転向を図った南海鉄道や高野鉄道、少し遅れて開業した京阪電気鉄道や大阪電気軌道とは異なり、社名が示すとおり都市間連絡より行楽地への観光客輸送に重点を置いたものであった。それでも、箕面有馬電軌が開業に際して準備した本形式は、同時期に登場した他社の車両同様、インターアーバンタイプで登場した。

## 概要
阪急電鉄の前身となる箕面有馬電気軌道は、1907年10月19日に創業、1910年3月10日に梅田 - 宝塚間（宝塚線）と石橋 - 箕面間（箕面線）が開業した。この開業に備えて製造された車両が1形である。
1910年3月に1 - 18が川崎造船所兵庫工場（現・川崎車両）で製造され、同年末には19 - 28が汽車製造会社（現・川崎車両）で製造された。更に翌1911年には29 - 33が川崎造船所で製造され、総数33両となった。19以降の車両は妻面構造や車体裾部の設計の相違などから区分され、19形と呼称される。

### 車体
当時の電車は路面から乗車して吹きさらしの運転台を通って客室に入る形態が一般的であったが、本形式は密閉式運転台となり、プラットホームから直接の乗車を可能とした。
車体は木造13.5m級で、緩やかに円弧を描く妻面には3枚窓を配置、幕板中央部に小型の行先表示幕を設けていた。塗色はこの当時よりマルーンで、腰板部や社章の周囲に金線で縁取りや唐草模様があしらわれ、前面左右の2カ所にローマン体で車番を表記していた。側窓は一段下降式で、上部には社章が描かれた磨りガラスの飾り窓を設けた。座席はロングシートで、シートモケットは社章入りの赤褐色、床面はリノリウム張りであった。
増備車の19形は飾り窓のRが小さく、前面の円弧が緩くなり、車体裾部から台枠が見えるという相違点がある。

### 主要機器
電気品やブレーキは、当初より連結運転が可能な機器を装備していた。
制御装置は当初より連結運転を考慮してゼネラル・エレクトリック（GE）社製MK電磁単位スイッチ式間接制御器を装備、主電動機もGE社製GE-90（37kW×4）で、台車はJ.G.ブリル社製ブリル27E-1、集電装置はトロリーポールで、大阪市内の併用軌道区間では複架線式であったことからダブルポールであった。また、ブレーキは連結運転に備えGE社製非常弁つき直通ブレーキが採用された。

## 開業から連結運転開始まで
1910年3月の開業以来、宝塚線と箕面線の全線で運用された。
1923年からの2両連結運転の開始に伴い、1 - 18は前面を改装して平妻・角形化の上貫通路つきとし、台車中心間距離を延長し自動連結器を設置した。同時に前面の行先表示幕を左側に移動、側面の飾り窓部分を磨りガラスから板張りに変更、12・18の2両は屋根を元の二重屋根の上にカバーをかぶせるような形で丸屋根に改造して前面幕板上部が緩くカーブした独特の顔つきになり、ベンチレーターもお椀形に換装されている。なお、二重屋根車については、側面両端部にトルペード形ベンチレーターを取りつけている。
19 - 33については、連結器は取りつけられたものの前面の改造は実施されなかった。この他、大阪市内の併用軌道区間の単架線化によりトロリーポールがシングルポールに変更されている。また、1922年9月には51形の制御車である300形を中間に組み込んで、3両編成の試運転を実施している。
1924年には12と17の車番振替を実施、二重屋根車が1 - 16、丸屋根車が17・18で番号が揃えられた。

## 簡易半鋼車体化

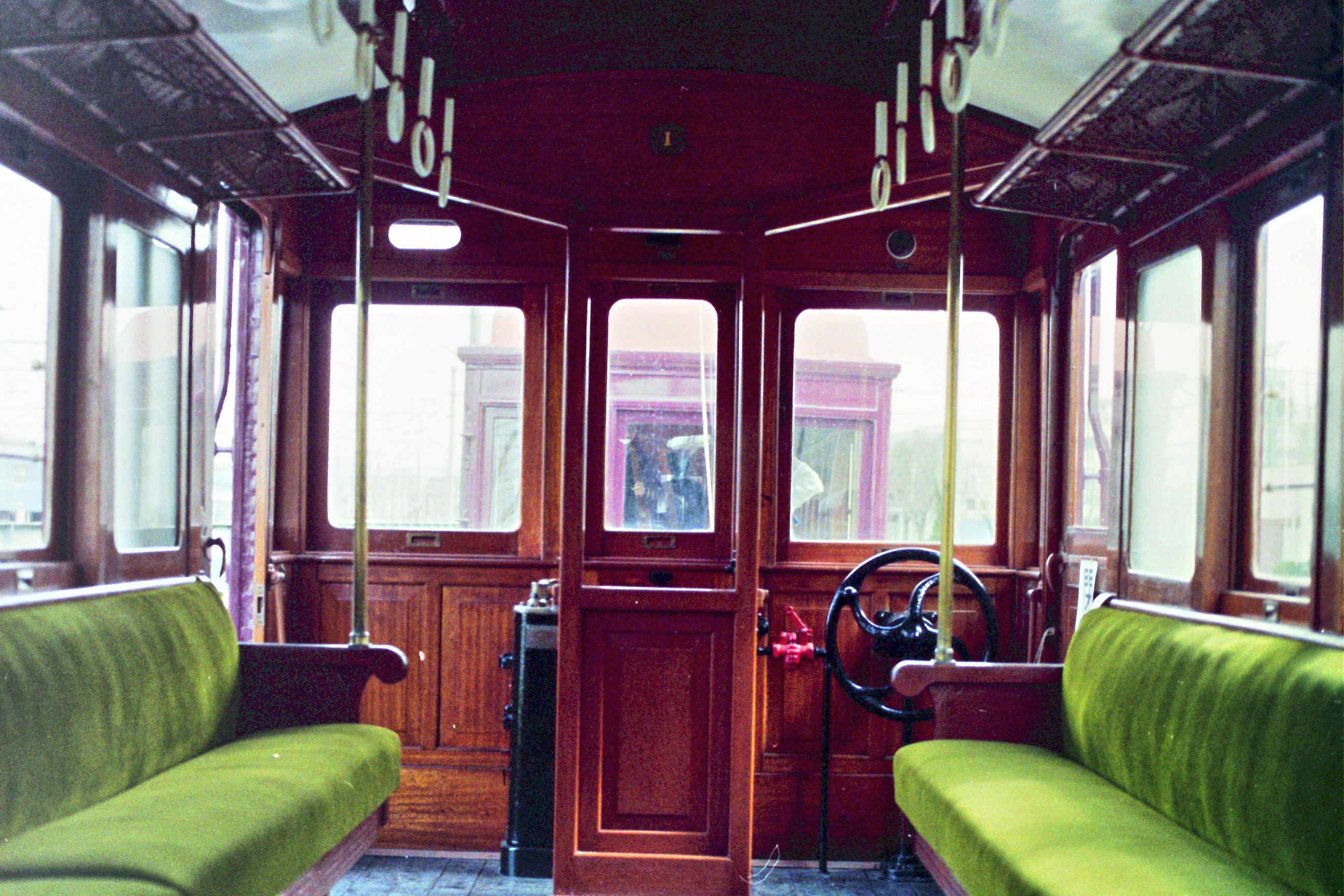
保存車車内

1926年7月の大阪市内高架複々線の完成に伴ってフェンダーが撤去され、前面屋根上にヘッドライト1灯、前面窓上右側に標識灯が設置され、同年11月には集電装置もパンタグラフに変更された。
1927年2月より、腰板などに鋼板を張る簡易半鋼製車体化改造が実施された。この際、19 - 32については1 - 18同様平妻・角型化及び貫通扉取りつけ改造が実施された。また、全車簡易半鋼車体化改造と同時に運転台側面に小窓が設置された。
19 - 32は改造時に側窓の高さを少し上げて、その分幕板を狭く腰板を広くした。理由としては、南海の簡易半鋼車同様、側板に強度を持たせるためとしている。幕板の飾り窓部分は改造前同様板張りであったが、ベンチレーターはお椀形のまま残った18以外は全車ガーランド形ベンチレーターが取りつけられた（二重屋根車は屋根側面、丸屋根車は屋根上）。これにより、側面の印象が1 - 18とやや異なっている。
さらに33は屋根を車内側も含めて完全な丸屋根に改造してお椀形ベンチレーターを取りつけ、側面は両端の扉を拡幅して位置も若干車体中央寄りに寄せた。これにより、窓の数が中央扉を挟んで1枚ずつ減って5枚 - 5枚の窓割となっている。また19 - 32よりもさらに側板を高く幕板を狭くし、前面窓・運転台側面窓の上下辺の高さもそこに揃えたことから、全体的に窓の位置が高くなって腰高かつすっきりした印象の車体となった。前面は他車同様平妻・角型化されているが、アンチクライマーは取りつけられていない。内装は、車内灯が当時最新の600形同様シャンデリア形のものに取り替えられ、シートモケットが紺色のものに張り替えられた。
改造後は1 - 32が従来同様宝塚線で単行から2両編成で運用されたが、1両だけの特殊な存在となった33は梅田駅 - 十三駅間の折り返し運用に充当されたほか、貴賓車や貸切用として運用された。また常時1両で運行されることとなったことから、パンタグラフの故障予備にトロリーポールを装備したことがある。
その後、1935年から1936年にかけて、19 - 32のブレーキ装置が将来の4両編成運行に備えて元空気溜式の自動空気ブレーキに改造されたことから、本形式は1 - 18・19 - 32・33の3グループに分かれて運用されるようになった。また、金の縁取りがなくなったほか車番の字体は当初のローマン体から大型のゴシック体に変更され、位置も前面左右の2カ所から中央の1カ所に変更されている。1930年代後半には1 - 32の幕板の飾り窓部分に鋼板を張って埋めたほか、前面左側の行先表示幕も埋められている。

## 支線への転出と中間車化

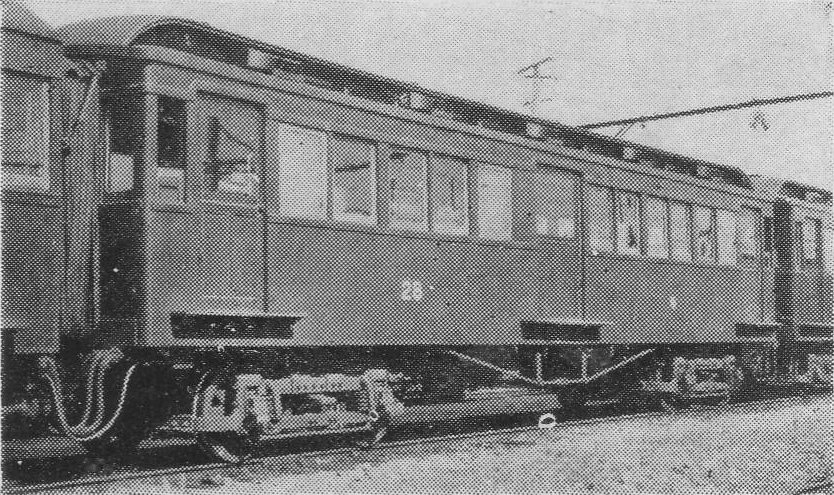
28（中間車改造後）

1930年代に入り、600形や900形といった大型の新造鋼製車の導入で神戸線から51形や500形（初代）が転入してくると、収容力が劣る本形式は二線級扱いとなり、1930年に1 - 6が、1935年には7 - 14が客用扉にステップを取りつけて今津線に転出した。320形の増備に伴って、1936年には15 - 18・33の5両が箕面線用となって、小型の37形や40形を置き換えた。19 - 32はその後も宝塚線で運用されていたが、500形（2代目）の最終増備車が登場した1943年に全車今津線に転出し、1 - 14と同様に客用扉にステップを取りつけた。この間の1939年には、当時在籍の他形式同様に灯火管制工事を実施している。
1944年には1 - 6の電装を解除すると共に運転台機器を撤去して付随車化し、51形の中間車として4両から5両編成に増強された梅田 - 池田間の運用を中心に全線で運用された。残った車両のうち今津線に転出したものについては、90形とともに伊丹・甲陽の両線の運用にも充当されたほか、戦時中から戦後にかけて今津線で600形と連結して2両編成で運行されたこともある。太平洋戦争末期の1945年7月には空襲で10と25が被災し廃車、その車籍を引き継いで920系943・944が製作され、手続き上は943・944に更新改造されたことになっている。
1948年には19 - 24と26 - 32の付随車化改造を実施、この時点で電動車として残ったのは7 - 9と11 - 18・33の12両で、神戸線の支線区や箕面線、梅田 - 十三間の区間列車で運用された。また、この頃に乗降時の混雑緩和のために中央部の客用扉を拡幅する改造を行ったが、15と簡易半鋼車体化時に両端の客用扉を拡幅した33はこの改造を受けていない。この改造により進行方向側の窓1枚が埋められており、窓の数が中央扉を挟んで5枚 - 6枚と左右非対称の窓割になった。

## 改造と長命の末の終焉

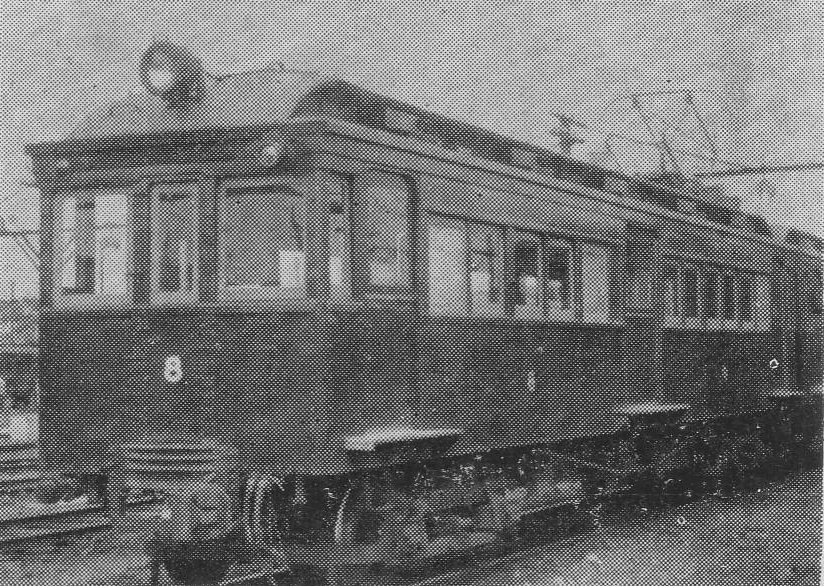
最後まで電動車で残った8

電動車として残っていた12両のうち11 - 18の8両は、1949年8月7日に発生した京阪京津線の四宮車庫の火災による車両の不足を補うため、1949年から1950年にかけて分離再独立前後の京阪電気鉄道に転出した（詳細は後述）。
また1949年12月には33が、1950年10月には9がそれぞれ電動貨車化され、33→203、9→201となった。この時点で電動車として残った最後の2両の7と8は、甲陽線で単行から2両編成で運用されることとなった。その後、1955年4月の7が夙川駅で車止めに乗り上げて車体を破損した事故を機に51系ともども610系へ更新されることとなり、同年7月に更新工事が施された。台車や電装品は51・78に継承されている。
一方付随車化された1 - 6・19 - 24・26 - 32の19両については、1950年2月に5が51形51・78の鋼体化改造に併せて本格的な半鋼製車体化改造を実施、引き続いて残りの全車も1952年までに完全半鋼製車体化された。改造内容は屋根や台枠を流用の上屋根以外の構体を鋼製化し、両端に広幅貫通路を設けて運転台スペースの仕切りを撤去し客室化、客用扉を自動化した。側窓も元の飾り窓部分を一旦撤去し、窓の天地寸法を拡大して側窓と客用扉の上辺にウインドヘッダーを取りつけ、その分幕板が狭くなった。この時も、1 - 6と19以降で車体に若干の違いが発生している。また、連結器の胴受装置にバネを組み込んで走行中の横揺れを抑える改良が加えられた。
半鋼製車体化改造後の付随車グループ19両は、51形や300形や500形の中間に組み込まれるようになり、1952年の宝塚線規格向上工事完成後はモーターの搭載基数を2基から4基に増強した300形300 - 309の中間に2両ずつ組み込まれ、4両編成を組成した。また規格向上工事完成前後に、神戸線から宝塚線に転出した600形の代替として、19 - 21が300形310 - 315の中間に組み込まれて今津線に転出しているほか、500形の中間に組み込まれた1 - 6は1955年までに今津線に転出した。このうち、3は同年11月に直流600V直接点灯による余熱方式の蛍光灯試験車となり、車内照明の蛍光灯化におけるデータの提供に貢献した。なお、この時期の1956年2月2日に発生した庄内事件では、本形式が庄内駅で立ち往生する500形の中間車に組み込まれている写真が残されている。
1956年には高性能車と同じ車体を持つ機器流用車1200系が新造導入されたが、これに際しては本形式と300・550・600・610・900・920の各形式間で大規模な台車と電装品の振り替えを実施して1200系に装備する主要機器を捻出、本形式は1200系への代替対象として300形に台車を譲って廃車されることとなった。1200系への代替は1956年8月から開始され、翌1957年12月までに32を除く18両が廃車された。
代替対象外となり1両だけ残った32は箕面線を中心に小型車各形式の中間車として運用され、後には320形の中間車として使用されていたが、これも4年後の1962年1月に廃車されたことで本形式は形式消滅となった。廃車後は一部車両の車体（車番不明）がしばらくの間、西宮車庫の倉庫として使われていたほか、宝塚ホテルのロビーに就役当時の姿を再現した1/15スケールの工芸菓子が展示されていた。
なお、電動貨車化された4201は宝塚線の架線電圧の600Vから1500Vへの昇圧に伴い1969年8月に廃車されたが、4203は昇圧改造を受けて引き続き西宮車庫の救援車として配置され、1982年5月に4050形の導入に伴い廃車となった。廃車後はしばらくの間カットボディとして大正区泉尾の共栄興業の工場内で保存されていたが、後に処分されている。

## 保存車・1

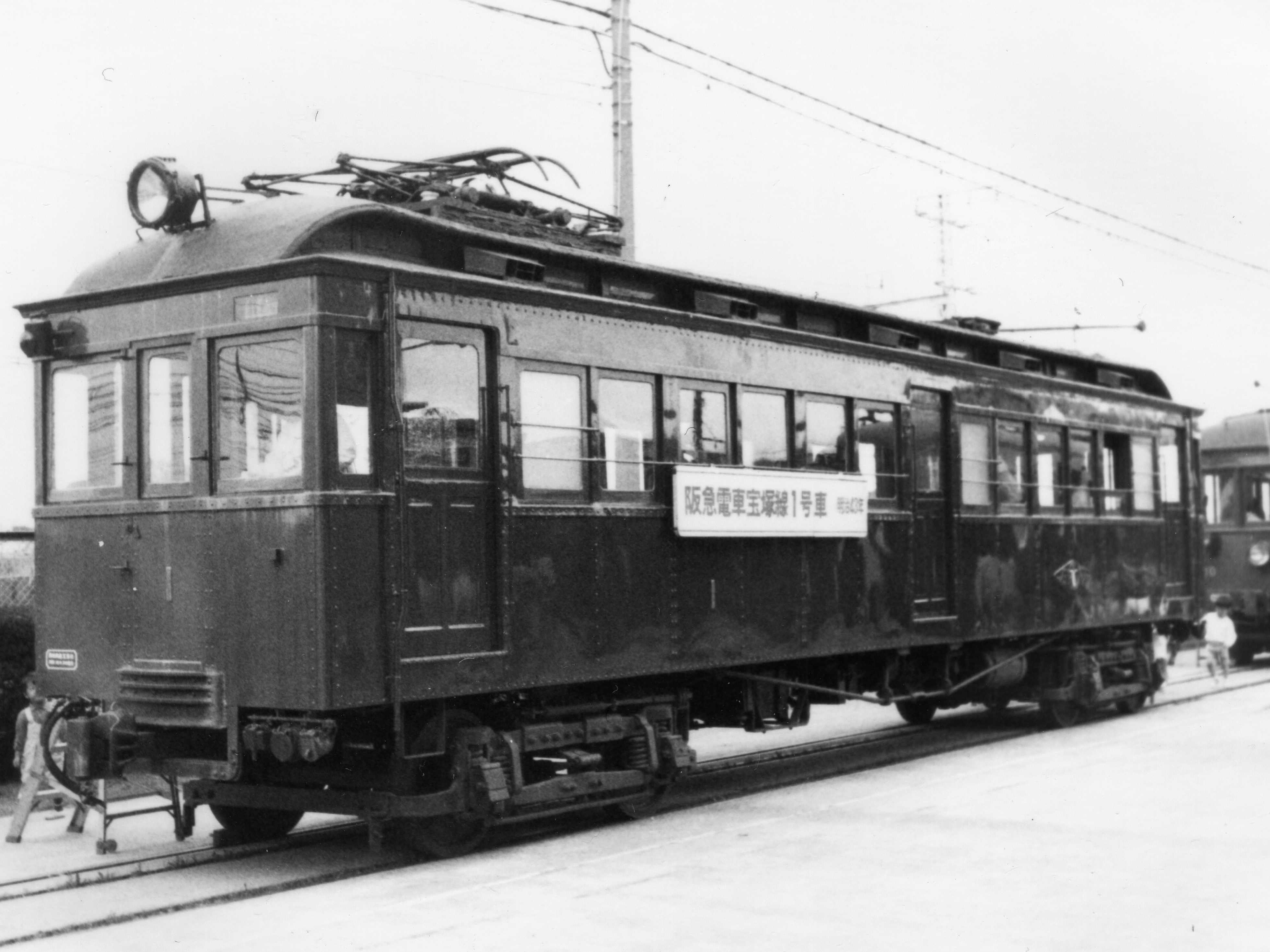
1号（1995.4.29正雀工場にて撮影）

1は、1957年に阪急創業50周年を記念して開催された｢交通文化博｣の展示品として保存される事となり、車体は簡易半鋼製車体化時の形態に復元され、床下機器は手元にある部品を取りつけ、屋根にはパンタグラフとトロリーポールを載せた形で展示された。
その後は宝塚ファミリーランドの「のりもの館（旧・電車館）」に保存されていたが、同館の閉館後は正雀工場に移動した。正雀工場では、車体の再塗装や台車の交換などの補修作業を行っている。
現在は、年に2度の正雀工場でのイベント「阪急レールウェイフェスティバル」で展示される時以外は屋根つきの車庫に保管されている。2010年には製造100年の節目を迎えたが、大手私鉄の創業時の車両の保存車としては最も古い部類であり、大変貴重な存在である。

## 他社への譲渡

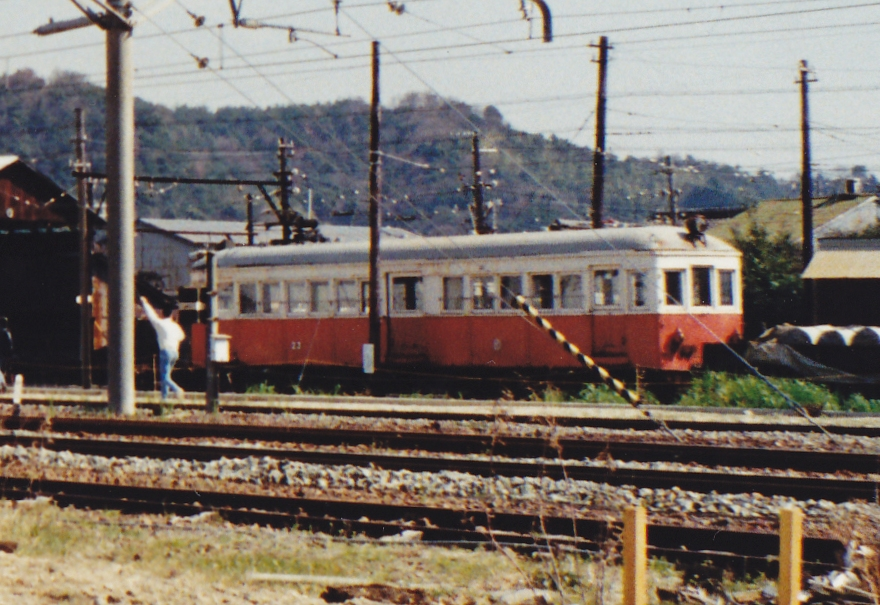
野上電気鉄道モハ20型23号車

本形式は、3・26が野上電気鉄道の野上24号・野上23号に、8が和歌山電気軌道鉄道線のクハ804号に、11 - 18は京阪の10型として譲渡されている。

### 京阪10型
阪神急行電鉄と京阪電気鉄道との戦時統合によって誕生した京阪神急行電鉄時代の1949年8月7日未明に、京津線四宮車庫で火災が発生、当時の京津線の主力であった50・70型を中心に22両が全焼した。被災車両のうち被害の軽かった30型5両と50型2両は復旧したが、それ以外の車両は廃車せざるを得なかった。この車両不足を補うため、石山坂本線や京阪本線からも20型や200型が京津線に転属したが、その空いた穴を埋めるべく、同年秋に本形式のうち14・15の2両が34形34・35の2両とともに大津線に転属し、11 - 13・16 - 18の6両も翌1950年に京阪に譲渡され、11 - 18の8両が京阪10型となった。車両そのものはパンタグラフをトロリーポールに換装した程度で大きく手を加えられておらず、車番の字体や17・18の特徴ある丸屋根もそのままであった。
大津線への転属（譲渡）に際しては、梅田駅構内にあった宝塚線と北野線との連絡線から北野線に入り、1945年5月に完成していた北野線と大阪市電との連絡線から大阪市電に入線、市電車両に牽引されて野田橋にあった京阪本線との平面交差で京阪本線に入線、三条駅から京津線に入線して浜大津駅構内の連絡線を渡って石山坂本線に入線、錦織車庫に入庫して整備の上石山坂本線での運行を開始した。
入線直後は塗色も阪急マルーンのままであったが、しばらくして20・50・70の各形式と同じクリームとライトブルーのツートンカラーに塗り替えられ、比叡山東麓の田園地帯やまだ埋め立てが始まる前の琵琶湖の波打ち際、城下町の面影が残る膳所周辺、石山以南の瀬田川沿いといった、阪急時代とは異なる水辺の空間を、三条 - 石山寺間直通急行に充当される60型「びわこ」号や浜大津貨物線乗り入れの貨物列車、浜大津 - 三井寺間では江若鉄道のディーゼルカーと並走しながら走り続けた。
1950年代後半から1960年代初期にかけては京津線車両の体質改善が優先的に進められ、急行用には200型の更新車である260型が1957年以降1963年にかけて19両投入され、普通用には純然たる新車として80型の増備が1961年から開始された。この過程で京津線から30型が石山坂本線に転入して輸送力増強に寄与した。ただ、30型は四宮車庫火災復旧後2両固定編成に改造されていたが、元が小型ボギー車のためにラッシュ時には輸送力が不足したことから、本形式による2両編成運行を開始することになり、ホーム有効長が不足する三井寺駅以南のホーム延長を実施、当初は近江神宮前 - 石山寺間で2両編成での運行を開始し、1960年6月からは運行区間を坂本駅まで延長して全線でラッシュ時の2両編成運行を開始した。その後、阪急に残ったグループが全車廃車されても本形式は1両も欠けることなく走り続けたが、次第に本形式を始め石山坂本線所属車両の陳腐化が目につくようになってきたことから、260型の更新完了後は木造車として残っていた300型（初代）を更新した300型（2代）を投入することとなった。まず1965年6月に1次車の301 - 304が登場すると、同年11月に15・16の2両が30型4両とともに代替廃車された。残る6両も石山坂本線向けの更新車である350型に置き換えられることとなり、350型1次車が1966年12月から1967年3月にかけて登場すると、本形式が代替廃車されることとなった。結果的に阪急に残ったグループより5年長く使用されたが、1967年2月には11・18の2両が30型4両とともに廃車され、残る12 - 14・17の4両も翌3月に廃車されたことによって、本形式はついに全廃された。